# Nathan Appleton

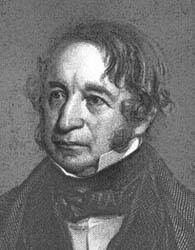
Nathan Appleton

Nathan Appleton (* 6. Oktober 1779 in New Ipswich, Hillsborough County, New Hampshire; † 14. Juli 1861 in Boston, Massachusetts) war ein US-amerikanischer Politiker. Zwischen 1831 und 1833 sowie nochmals im Jahr 1842 vertrat er den Bundesstaat Massachusetts im US-Repräsentantenhaus.

## Werdegang
Nathan Appleton war ein Cousin des Kongressabgeordneten William Appleton (1786–1862) und der Schwiegervater des Schriftstellers Henry Wadsworth Longfellow (1807–1882). Er besuchte die öffentlichen Schulen seiner Heimat und studierte am Dartmouth College in Hanover. Später arbeitete er zusammen mit seinem Bruder in dessen Importgeschäft in Boston. Appleton gehört zu den Gründern der Baumwollspinnereien in Waltham. Im Jahr 1821 war er auch an der Gründung der Stadt Lowell beteiligt. Gleichzeitig schlug er eine politische Laufbahn ein. Zwischen 1815 und 1827 war er mehrfach Abgeordneter im Repräsentantenhaus von Massachusetts. In den 1820er Jahren schloss er sich der Bewegung gegen den späteren Präsidenten Andrew Jackson an und wurde Mitglied der National Republican Party. Später trat er der im Jahr 1835 gegründeten Whig Party bei.
Bei den Kongresswahlen des Jahres 1830 wurde Appleton im ersten Wahlbezirk von Massachusetts in das US-Repräsentantenhaus in Washington, D.C. gewählt, wo er am 4. März 1831 die Nachfolge von Benjamin Gorham antrat. Da er im Jahr 1832 auf eine weitere Kandidatur verzichtete, konnte er bis zum 3. März 1833 nur eine Legislaturperiode im Kongress absolvieren. Seit dem Amtsantritt von Präsident Jackson im Jahr 1829 wurde innerhalb und außerhalb des Kongresses heftig über dessen Politik diskutiert. Dabei ging es um die umstrittene Durchsetzung des Indian Removal Act, den Konflikt mit dem Staat South Carolina, der in der Nullifikationskrise gipfelte, und die Bankenpolitik des Präsidenten.
Nach dem Rücktritt des Abgeordneten Robert Charles Winthrop wurde Appleton als Kandidat der Whigs bei der fälligen Nachwahl für den ersten Sitz seines Staates als dessen Nachfolger in den Kongress gewählt, wo er am 9. Juni 1842 sein neues Mandat antrat. Er übte dieses aber nur für wenige Monate bis zu seinem Rücktritt am 28. September desselben Jahres aus. Ebenfalls 1842 wurde Appleton in die American Academy of Arts and Sciences gewählt. Nach dem endgültigen Ende seiner Zeit im US-Repräsentantenhaus arbeitete Nathan Appleton im Handel. Er starb am 14. Juli 1861 in Boston, wo sein 1821 errichtetes Wohnhaus als National Historic Landmark im National Register of Historic Places eingetragen ist.